# Vláda Karola Sidora

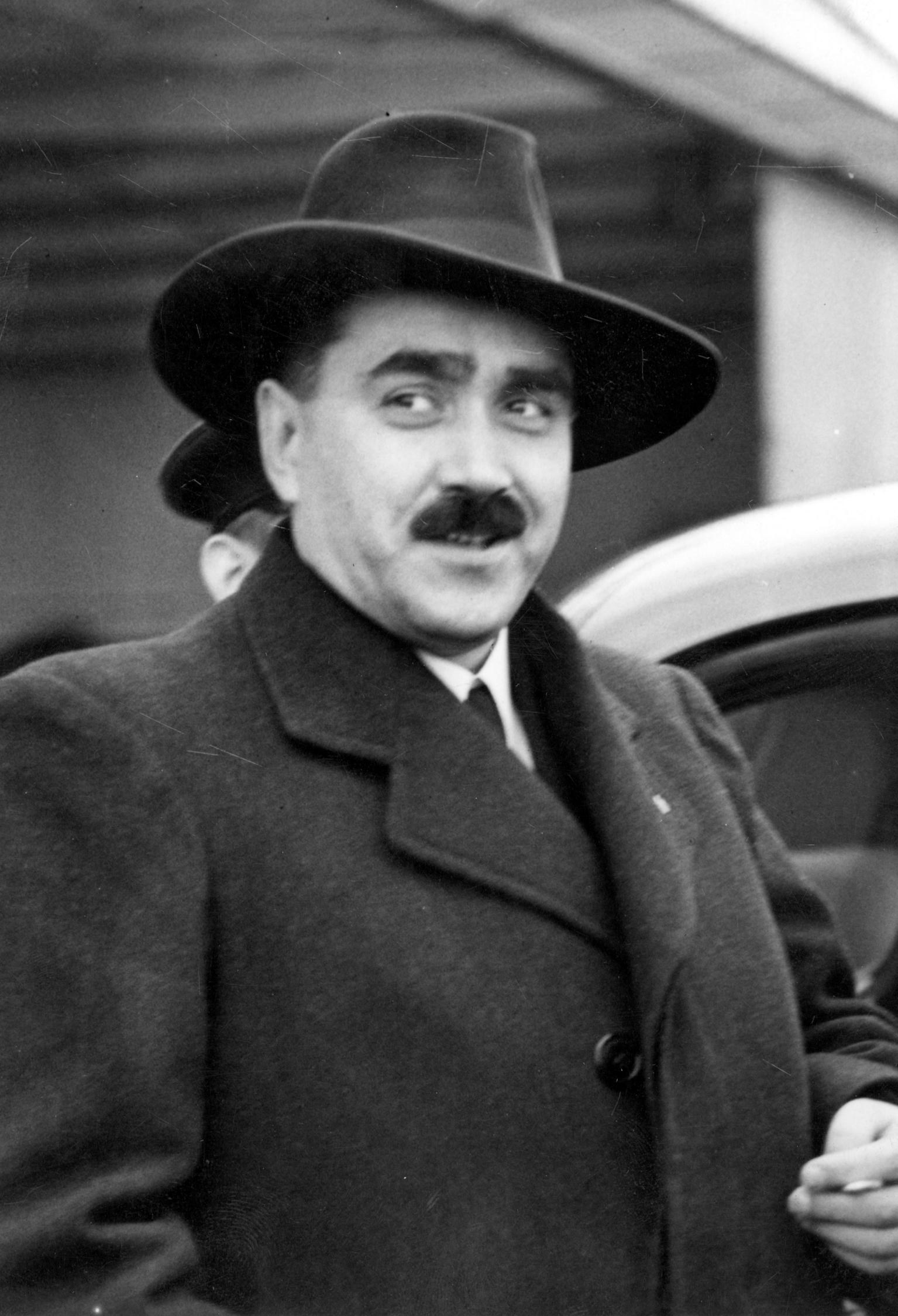
Předseda vlády Karol Sidor

Vláda Karola Sidora existovala v období od 11. do 14. března 1939. Jednalo se o pátou slovenskou autonomní vládu v rámci druhé československé republiky.
Předseda vlády Karol Sidor byl považován za umírněnějšího představitele slovenského nacionalismu.

## Složení autonomní vlády
Všichni členové vlády byli zástupci Hlinkovy slovenské lidové strany - Strany slovenské národní jednoty (HSĽS-SSNJ).
| Portfej                                                    | Ministr           | Strana | Strana    | Nástup do úřadu | Odchod z úřadu  |
| ---------------------------------------------------------- | ----------------- | ------ | --------- | --------------- | --------------- |
| Předseda vlády                                             | Karol Sidor       |        | HSĽS–SSNJ | 11. března 1939 | 14. března 1939 |
| Ministr vnitra                                             | Martin Sokol      |        | HSĽS–SSNJ | 11. března 1939 | 14. března 1939 |
| Ministr dopravy a veřejných prací                          | Július Stano      |        | HSĽS–SSNJ | 11. března 1939 | 14. března 1939 |
| Ministr průmyslu, obchodu a živností a ministr zemědělství | Peter Zaťko       |        | HSĽS–SSNJ | 11. března 1939 | 14. března 1939 |
| Ministr financí                                            | Alexander Hrnčiar |        | HSĽS–SSNJ | 11. března 1939 | 14. března 1939 |
| Ministr školství a národní osvěty                          | Jozef Sivák       |        | HSĽS–SSNJ | 11. března 1939 | 14. března 1939 |
| Ministr spravedlnosti                                      | Gejza Fritz       |        | HSĽS–SSNJ | 11. března 1939 | 14. března 1939 |